# نيكولاس ليندهارست
نيكولاس ليندهارست (بالإنجليزية: Nicholas Lyndhurst)‏ هو ممثل بريطاني، ولد في 20 أبريل 1961 في المملكة المتحدة.

## وصلات خارجية
- نيكولاس ليندهارست على موقع IMDb (الإنجليزية)
- نيكولاس ليندهارست على موقع ألو سيني (الفرنسية)
- نيكولاس ليندهارست على موقع ميوزك برينز (الإنجليزية)
- نيكولاس ليندهارست على موقع أول موفي (الإنجليزية)
- نيكولاس ليندهارست على موقع قاعدة بيانات الأفلام السويدية (السويدية)
- نيكولاس ليندهارست على موقع قاعدة بيانات الفيلم (الإنجليزية)
- نيكولاس ليندهارست على موقع كينوبويسك (الروسية)